# Antonio Benito López
Antonio Benito López (* 18. August 1994 in Tomelloso) ist ein spanischer Duathlet und Triathlet. Er ist zweifacher und amtierender ETU-Europameister auf der Triathlon-Mitteldistanz (2022, 2024), nationaler Meister Duathlon (2019) und zweifacher sowie amtierender Weltmeister auf der Triathlon-Langdistanz (2024, 2025). Er führt die Bestenliste spanischer Triathleten auf der Ironman-Distanz an.

## Werdegang
Antonio Benito López wurde 2013 im April Junioren-Staatsmeister auf der Duathlon-Sprintdistanz und im Juni auch Junioren-Staatsmeister auf der Triathlon-Sprintdistanz.
Im April 2019 wurde der nun in der Eliteklasse Startende spanischer Meister auf der Duathlon-Kurzdistanz. Im Juni wurde er Vize-Staatsmeister Aquathlon.

### ETU-Europameister Triathlon-Mitteldistanz 2022
Im September 2022 wurde der damals 28-Jährige in Bilbao ETU-Europameister auf der Triathlon-Halbdistanz.
Die Saison 2023 konnte er im Januar mit einem Sieg beim Ironman 70.3 Pucón beginnen. Im Mai 2023 wurde Antonio Benito López auf Ibiza ITU Vize-Weltmeister auf der Triathlon Langdistanz.

### ITU-Weltmeister auf der Triathlon-Langdistanz 2024 und 2025
Im Juli 2024 gewann er mit dem Ironman Vitoria-Gasteiz sein erstes Ironman-Rennen und stellte mit seiner Siegerzeit von 7:36:38 Stunden einen neuen Streckenrekord ein. Er trug sich als schnellster Spanier in der Bestenliste der Triathleten auf der Ironman-Distanz ein.
Im August wurde der 30-Jährige in Australien ITU-Weltmeister auf der Triathlon-Langdistanz.
Im April 2025 wurde er Zweiter im Ironman Texas.
Im Juni wurde er in Spanien zum zweiten Mal ITU-Weltmeister auf der Triathlon Langdistanz.

## Sportliche Erfolge
| Datum/Jahr    | Rang | Wettbewerb                                     | Austragungsort | Zeit     | Bemerkung                            |
| ------------- | ---- | ---------------------------------------------- | -------------- | -------- | ------------------------------------ |
| 13. Apr. 2019 | 1    | ESP Duathlon National Championships            | Soria          | 00:58:48 |                                      |
| 27. Apr. 2013 | 1    | ESP Triathlon National Championship Junior Men | Pontevedra     |          | Junioren-Staatsmeister Sprintdistanz |

| Datum/Jahr    | Rang | Wettbewerb                                     | Austragungsort | Zeit     | Bemerkung |
| ------------- | ---- | ---------------------------------------------- | -------------- | -------- | --- |
| 28. Aug. 2022 | 6    | ESP Triathlon National Championships           | Banyoles       | 01:45:30 | |
| 24. Juli 2022 | 10   | ITU Triathlon World Cup                        | Pontevedra     | 01:48:03 | hinter seinem Landsmann Sergio Baxter Cabrera                                                                    |
| 24. März 2018 | 6    | ETU Triathlon European Cup                     | Quarteira      | 01:52:50 | hinter dem Franzosen Dorian Coninx                                                                               |
| 23. Juli 2017 | 3    | ETU Triathlon Clubs European Championships     | Banyoles       |          | für „Cidade de Lugo Fluvial“ (mit Lucia Vergara Sevillano, Pablo Dapena González und Cecilia Santamaria Surroca) |
| 23. Juni 2013 | 1    | ESP Triathlon National Championship Junior Men | Altafulla      | 00:57:12 | Junioren-Staatsmeister Sprintdistanz                                                                             |

| Datum/Jahr    | Rang | Wettbewerb                                           | Austragungsort  | Zeit     | Bemerkung                                          |
| ------------- | ---- | ---------------------------------------------------- | --------------- | -------- | -------------------------------------------------- |
| 29. Juni 2025 | 1    | ITU Long Distance Triathlon World Championships      | Pontevedra      | 05:33:33 | ITU-Weltmeister auf der Triathlon Langdistanz      |
| 14. Juni 2025 | 4    | T100 Vancouver                                       | Vancouver       | 03:15:11 | [ 4 ]                                              |
| 26. Apr. 2025 | 2    | Ironman Texas                                        | The Woodlands   | 07:32:23 | hinter dem Norweger Kristian Blummenfelt           |
| 26. Okt. 2024 | 20   | Ironman Hawaii                                       | Hawaii          | 08:03:06 |                                                    |
| 28. Sep. 2024 | 6    | T100 Ibiza                                           | Ibiza           | 03:19:09 | hinter dem Belgier Marten Van Riel                 |
| 25. Aug. 2024 | 1    | ITU Long Distance Triathlon World Championships      | Townsville      | 05:02:54 | ITU-Weltmeister auf der Triathlon Langdistanz      |
| 14. Juli 2024 | 1    | Ironman Vitoria-Gasteiz                              | Vitoria-Gasteiz | 07:36:38 | Streckenrekord                                     |
| 22. Juni 2024 | 1    | ETU Middle Distance Triathlon European Championships | Coimbra         | 03:38:16 | ETU-Europameister auf der Halbdistanz              |
| 16. Juli 2023 | 1    | Ironman 70.3 Swansea                                 | Swansea         | 04:00:29 |                                                    |
| 7. Mai 2023   | 2    | ITU Long Distance Triathlon World Championships      | Ibiza           | 05:17:49 | ITU Vize-Weltmeister auf der Triathlon Langdistanz |
| 8. Jan. 2023  | 1    | Ironman 70.3 Pucón                                   | Pucón           | 03:55:16 |                                                    |
| 24. Sep. 2022 | 1    | ETU Middle Distance Triathlon European Championships | Bilbao          | 03:41:34 | ETU-Europameister auf der Halbdistanz              |
| 7. Aug. 2022  | 2    | Ironman 70.3 Swansea                                 | Swansea         | 03:57:15 | bei der Erstaustragung hinter Alistair Brownlee    |

| Datum/Jahr   | Rang | Wettbewerb                           | Austragungsort  | Zeit     | Bemerkung |
| ------------ | ---- | ------------------------------------ | --------------- | -------- | --------- |
| 9. Juni 2019 | 2    | ESP Aquathlon National Championships | Roquetas de Mar | 00:30:25 |           |

(DNF – Did Not Finish)

## Privates
Antonio Benito López studierte an der Universität Complutense Madrid und lebt in Madrid.